# Масуд бен Османи Кухистани
Масуд бен Османи Кухистани (XVI век) — придворный историк Суюнчходжа-хана и Абд ал-Латиф-хана в период правления Шейбанидов в Бухарском ханстве.

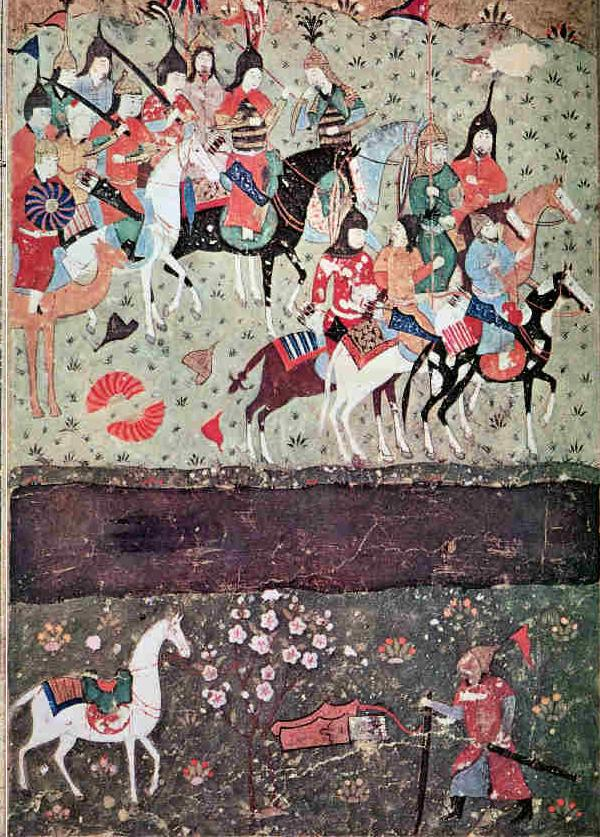
Миниатюра XVI века из труда М. б. О. Кухистани «Та’рих-и Абу-л-Хайр-хани» (Джелал ад-Дин, прикрывавший отход своих войск, а затем спасшийся вплавь с конём через Инд, вытирает насухо свой меч на глазах изумлённого его храбростью Чингисхана)

## Биография
Узбекский правитель Суюнчходжа-хан, удельный правитель Ташкентского владения, старался формировать при своем дворе культурное окружение, в числе которых были историки, поэты, теологи, правоведы.
Одним из наиболее известных историков был Масуд бен Османи Кухистани, который написал работу под названием «Тарих-и Абу-л-Хайр хани» (История хана Абу-л-Хайра). Пользовался при дворе почётом и влиянием. Годы жизни его неизвестны, умер до 1590 года.
«Та’рих-и Абу-л-Хайр-хани» было написано по поручению Абд ал-Латиф-хана, и представляет собой всемирную историю. Трактат написан по типу всеобщей истории от сотворения мира и до 1460-х годов. Рукопись представляет компиляцию работ других авторов Джувейни, Усман Джузджани, Шараф ад-Дина Али Йезди и др. Часть рукописи содержит оригинальные сведения о Абу-л-Хайре. Она вероятно основана на несохранившихся документах и по мнению академика В. В. Бартольда на рассказе кого-то из участников, возможно, самого Суюнч-ходжи. Язык книги витиеват, в текст вставлены стихотворные строки.
Сохранилось несколько списков труда. В Академии наук Узбекистана имеются три списка: один переписан в конце XVIII века, эта рукопись не имеет начала и конца и сильно испорчена сыростью, вторая рукопись представляет собой только последнюю часть и переписана в 1900—1901 году, наиболее ценной является богато иллюстрированная рукопись, переписанная в 1825—1826 годах. Хорошая рукопись имеется в библиотеке Санкт-Петербургского университета, она переписана в 1818 году. Самая ранняя рукопись хранится в Институте востоковедения РАН. Одна рукопись имеется в Британском музее, но в ней не хватает половины завершающей части.
Работа изучалась С.К. Ибрагимовым, который перевёл и опубликовал некоторые фрагменты в сборнике «Материалы по истории казахских ханств XV—XVII веков (Извлечения из персидских и тюркских сочинений)» (Ответственный редактор Б. Сулейменов. Алма-Ата, 1969).